# 侍霊演武
『侍霊演武』（ソウルバスター）は、白猫による中国の漫画作品。『尚漫』（人民郵電出版社）にて2012年より連載中。

## あらすじ
三国志において「兵家必争の地」として知られる中国・荊州市。ここに住む高校生・孫宸はある日不思議な夢を見るが、そこで彼は封印されていた三国志の歴史の封印を解いてしまう。直後、武将・魏延が彼を襲うが、そこへ現れたのは呉の女将軍・周瑜だった。

## 登場人物
孫宸（そんしん）
声 - 水島大宙
主人公の高校生。
周瑜（しゅうゆ）
声 - 田辺留依
呉の女将軍。孫宸と不思議な因縁でコンビを組むこととなった。
凌雲（りょううん）
声 - 劉セイラ（中国語版も同じ）
孫宸のクラスメイト。南方離宮の守護者。周倉を庇い怪我をする。
周倉（しゅうそう）
声 - 豊永利行
小関羽
声 - 田村睦心
水鏡先生（すいきょうせんせい）
声 - 三瓶由布子
孫宸が夢の中で出会った自称「輪廻空間の管理者」。
献帝（けんてい）
声 - 西村朋紘
伯安子（はくあんし）
声 - 浪川大輔
曹性（そうせい）
声 - 堀江瞬
程普（ていふ）
声 - 菅生隆之
華雄（かゆう）
声 - 亀山雄慈
張先生
声 - 新垣樽助
魏延（ぎえん）
声 - 松田健一郎
養護教諭
声 - 日野まり
何晏（かあん）
声 - 飯島肇
于吉（うきつ）
声 - 宮田浩徳
馬麟威（ばりい）
声 - 柿原徹也
鳳牙（ほうが）
声 - 小清水亜美
馬良（ばりょう）
声 - 杉山紀彰

## テレビアニメ
『侍霊演武:将星乱』（ソウルバスター しょうせいらん）のタイトルで、2016年10月より12月まで放送された。1話15分。

### スタッフ
- 原作 - 白猫
- 総監督 - 静野孔文
- 監督 - 渡部穏寛
- シリーズ構成 - 本田雅也
- キャラクターデザイン - 宮澤努
- プロップデザイン - 大河広行
- 総作画監督 - 宮澤努、桜井正明、一居一平
- エフェクト監修 - 橋本敬史
- 美術監督 - 古賀徹
- 色彩設計 - 川上善美
- 撮影監督 - 浅川茂輝
- 編集 - 佐々木紘美
- 音響監督 - 清水勝則
- 音楽 - 立山秋航
- 音楽制作 - MAGES.
- 音楽プロデューサー - 小柳路子
- プロデューサー - 孫甜、曾雯絲、付嬌、清水修
- アニメーションプロデューサー - 野崎慎太郎
- アニメーション制作 - studioぴえろ

### 主題歌
オープニングテーマ「SOUL BUSTER」
作詞・作曲 - 志倉千代丸 / 編曲 - 奥山アキラ / 歌 - 彩音
エンディングテーマ「MY OWN LIFE」
作詞 - ayumi / 作曲・編曲 - 小澤正澄 / 歌 - Zwei

### 各話リスト
| 話数   | サブタイトル   | 脚本     | 絵コンテ   | 演出             | 作画監督                             |
| ------ | -------------- | -------- | ---------- | ---------------- | ------------------------------------ |
| 第1話  | 乙（おとめ）   | 本田雅也 | 渡部穏寛   | 渡部穏寛         | 一居一平、Lee joung koug             |
| 第2話  | 了（さとり）   | 本田雅也 | 渡部穏寛   | 渡部穏寛         | 一居一平、Hue Hey Jung               |
| 第3話  | 夕（ゆうべ）   | 本田雅也 | 渡部穏寛   | ながはまのりひこ | 桜井正明、Lee Joung Koug             |
| 第4話  | 厄（わざわい） | 本田雅也 | 渡部穏寛   | ながはまのりひこ | 桜井正明、Hue Hey Jung               |
| 第5話  | 矢（くさび）   | 本田雅也 | 福島利規   | サトウ光敏       | 一居一平、Lee Joung Koug             |
| 第6話  | 戎（えびす）   | 本田雅也 | 福島利規   | サトウ光敏       | 桜井正明、Hue Hey Jung               |
| 第7話  | 臣（しもべ）   | 本田雅也 | 朝倉カイト | 高本宣弘         | 金丸綾子、飯田遥、池津寿恵           |
| 第8話  | 炎（ほむら）   | 本田雅也 | 朝倉カイト | 高本宣弘         | Park Hey Ran                         |
| 第9話  | 契（ちぎり）   | 本田雅也 | 福島利規   | ながはまのりひこ | Seo Jeong Ha                         |
| 第10話 | 鬼（あらがみ） | 本田雅也 | 福島利規   | ながはまのりひこ | 桜井正明、Hue Hey Jung               |
| 第11話 | 崩（くずれ）   | 本田雅也 | 渡部穏寛   | 渡部穏寛         | 桜井正明、Lee Joung Koug             |
| 第12話 | 朝（あした）   | 本田雅也 | 渡部穏寛   | 高本宣弘         | 一居一平、Park Hey Ran、Hue Hey Jung |

### 放送局
| 放送期間                 | 放送時間                     | 放送局   | 対象地域   | 備考                                       |
| ------------------------ | ---------------------------- | -------- | ---------- | ------------------------------------------ |
| 2016年10月4日 - 12月27日 | 火曜 18:30 - 18:45           | TOKYO MX | 東京都     | 12月6日は放送休止                          |
| 2016年10月5日 - 12月21日 | 水曜 2:00 - 2:15（火曜深夜） | BS11     | 日本全域   | BS放送 / 『ANIME+』枠                      |
| 2016年11月6日 - 12月11日 | 日曜 3:57 - 4:25（土曜深夜） | 毎日放送 | 関西広域圏 | 『アニメシャワー』第5部 / 1回につき2話放送 |

| 配信期間        | 配信時間           | 配信サイト     | 備考                                                   |
| --------------- | ------------------ | -------------- | ------------------------------------------------------ |
| 2016年10月7日 - | 金曜 22:00 - 22:30 | ニコニコ生放送 | 前半は日本語版、後半は中国語版（中国語字幕付き）を配信 |